# 沈阳 (1967年)
沈阳（1967年6月—），男，汉族，山东莱芜人，中华人民共和国政治人物，中国共产党党员。现任中共甘孜藏族自治州委员会书记

。